# Louis Hellemans
Louis Hellemans (Kontich, 21 februari 1883 - aldaar, 10 juli 1967) was een Belgisch politicus.

## Levensloop
Hellemans volgde op 11 februari 1941 schepen Van Fraeyenhoven op, die op 31 januari van dat jaar omwille van de ouderdomsverordening (Überalterungsverordnung) uit zijn functies was ontheven. In principe was deze taak aan J.B. Thys voorbehouden, als op dat moment oudste in dienst zijnde gemeenteraadslid. Deze had de taak evenwel omwille van 'tijdsgebrek en drukke bezigheden' afgewezen.
Na de dood van burgemeester Albert Apers in november 1942 volgde Hellemans deze in de hoedanigheid van dienstdoend burgemeester op. Hij zou deze functie vervullen tot de benoeming van oorlogsburgemeester Jozef Tolleneer (VNV) door de secretaris-generaal van het Ministerie van Binnenlandse Zaken en Volksgezondheid Gérard Romsée op 14 mei 1943.
Op 25 juni 1943, nadat Hellemans de leeftijd van 60 jaar had bereikt en bijgevolg omwille van de ouderdomsverordening diende af te treden, werd hij als oorlogsschepen opgevolgd door W. Beliën. Nadat op 4 september 1944 de laatste Duitse soldaten Kontich verlieten vond een officieuze gemeenteraadszitting plaats. Edward Geerts trad daarbij op als dienstdoend burgemeester, bijgestaan door waarnemend schepenen P.J. Van Fraeyenhoven en Louis Hellemans.
Hij kreeg een laatste rustplaats op de begraafplaats van Kontich.